# Зубицький Олександр Данилович
Зубицький Олександр Данилович  (нар.1 серпня 1950, Голоскове, Кривоозерського району, Миколаївської області)  — лікар гастроентеролог вищої категорії, лікар з народної і нетрадиційної медицини. Головний лікар медичного центру ТОВ «Фіто-Данімир». Дійсний член Асоціації фахівців з народної та нетрадиційної медицини України (2006). Дійсний член Асоціації гомеопатів (2007). Президент Благодійного фонду Данила Зубицького.

## Біографія і освіта
Народився 1 серпня 1950 року в селі Голоскове, Кривоозерського району, Миколаївської області.
Зубицький Олександр Данилович зростав у сім'ї відомого народного лікаря, тра́возна́я Данила Никифоровича та провізора Ганни Артемівни Зубицьких. З раннього дитинства подорожуючи разом з батьками шляхами Миколаївщини, Одещини, Кіровоградщини, вивчав рослинний світ. Дід Олександра, Никифор Григорович Зубицький колишній військовий лікар, завжди розповідав малому Сашку про особливості лікарської справи.
Після закінчення школи Олександр вступає до Кіровоградського медичного училища ім. Є. Й. Мухіна (нині Кіровоградський медичний коледж ім. Є. Й. Мухіна). У 1968 році закінчує училище і починає працювати в галеновій лабораторії м. Кривого Рогу, де виготовляються препарати з лікарських рослин.
1971 року поступає до Полтавської стоматологічної академії за спеціальністю лікувальна справа. 1979 року закінчив інтернатуру з терапії на базі 11-ї лікарні м. Києва.
З 1980 року працює цеховим лікарем-терапевтом Київського заводу ім. Артема.
1981 рік — спеціалізація з фізіотерапії та курортології на базі Одеського медичного інституту ім. М. І. Пирогова.
1989 рік — спеціалізація з гастроентерології на базі Київської медичної академії післядипломної освіти ім. П. Л. Шупика.
1991 рік — провідний консультант аптеки «Народних ліків».
2004 рік — спеціалізація лікаря з народної та нетрадиційної медицини на базі медичного інституту Української асоціації народної медицини.
Із 2006 року дійсний член Асоціації фахівців з народної та нетрадиційної медицини.
Із 2007 року дійсний член Асоціації гомеопатів. Довгий час працював лікарем гастроентерологом м. Києва з призначенням лікуванням методом фітотерапії.
Олександр Данилович Зубицький гідно продовжує справу свого батька, діда та прадіда. Він лікар-гастроентеролог вищої категорії, лікар з народної та нетрадиційної медицини, головний лікар медичного центру, президент Благодійного фонду Данила Зубицького.
ТОВ «Фіто-Данімир» під авторським наглядом Зубицького Олександра Даниловича здійснює виробництво 180 найменувань лікарських засобів за авторськими прописами Данила Никифоровича та Олександра Даниловича Зубицьких.

## Діяльність в ЗМІ і медія
Олександр Данилович Зубицький веде активну громадську діяльність, займається науковою роботою, бере участь у наукових конференціях та семінарах. З метою широкої пропаганди здорового способу життя, використання натуральних ліків, лікарських засобів виготовлених із рослинної сировини він проводить цілеспрямовану роботу у засобах масової інформації.
Разом з донькою Вікторією Олександрівною Зубицькою бере участь у програмах Першого Національного каналу та каналу ICTV. Олександр Зубицький є автором низки науково-популярних видань.
У 2009 році створено офіційний сайт. На електронній пошті можна поставити запитання і отримати кваліфіковану відповідь стосовно лікарських засобів з авторської фітотерапії Зубицьких.

## Недобросовісна конкуренція
На ринку фітопрепаратів в Україні лікарські засоби, що виготовлені за рецептами п'яти поколінь лікарів династії Зубицьких, відомі ще з 1990 року. Саме Данило Зубицький, батько Олександра Зубицького, був першим в Україні виробником лікарських засобів з натуральної рослинної сировини. Перші лікарські засоби «Холеазін», «Панкреан», «Улькагастрон» отримали свідоцтва на винахід, авторами яких стали Данило Никифорович та Олександр Данилович Зубицькі. Сьогодні лікарські засоби за технологією лікарів Зубицьких виробляє ТОВ «Фіто-Данімир» (м. Київ) та «Фітотерапія Зубицьких» (м. Вишневе Київської області).
В багатьох містах України і в Києві продаються БАДи (біологічно активні добавки). Продаються вони в магазинах під різними торговими марками. Виробники називають себе учнями та спадкоємцями і т. д.
Звертаємо Вашу увагу на те, що Данило Зубицький ніколи не займався виготовленням харчових добавок.

## Сім'я
Дружина — Зубицька Наталія Іванівна (1954), біолог, генеральний директор ТОВ «Фіто-Данімир».

Донька — Зубицька Вікторія Олександрівна (1974), генеральний директор ТОВ «Фітотерапія Зубицьких», лікар-терапевт, лікар УЗД.

## Праці
1. Зубицький О. Д. Цілюща купіль: Фітобальнеологія в домашніх умовах — К.: Педагогіка, 1998. — 128 с.
2. Зубицький О. Д. Аптека народних ліків. Збірник авторських прописів — К.: четверте видання, 1999.
3. Зубицкий А. Д., Зубицкая В. А. Очерки по исторической и фольклерной фитотерапии. — К.: — 2011. — 40 с.
4. Зубицкий А. Д. Действие и применение основных препаратов аптеки народних лекарств. — К.: — 1994. — 35 с.
5. Зубицький О. Д. Фітотерапія грипу та гострих респіраторних вірусних захворювань — К.: — 2010. — 27 с.